# بهشت (فیلم ۲۰۱۵)
بهشت (انگلیسی: Eden) یک فیلم بقا به کارگردانی شیام مادیراجو است که در سال ۲۰۱۵ منتشر شد.

## بازیگران
- نیت پارکر
- اتان پک
- سانگ کانگ
- دیگو بونتا
- جسیکا لاندس
- راب مایز
- ماریو کاساس
- جوئی پولاری
- یوجین سیمون
- جیمز رمار